# Nedroma
Nédroma (în arabă ندرومة) este o comună din provincia Tlemcen, Algeria.
Populația comunei este de 32.498 locuitori (2008).